# Delhijski sultanat
Delhijski sultanat (pers. دهلی سلطان, urd. ), bilo je islamsko carstvo bazirano u Delhiju koje se protezalo preko velikog dela Indijskog potkontinenta tokom 320 godina (1206–1526). Pet dinastija vladalo je Delhijskim sultanatom jedna za drugom: Mamlučka dinastija (1206–90), Haldžiska dinastija (1290–1320), Tuglak dinastija (1320–1414), Sajidska dinastija (1414–51), i Lodijska dinastija (1451–1526). Sultanat je poznat po tome što je bio jedan od retkih sila koje su odbijale napade Mongola (iz Čagatajskog kanata), što je prouzrokovalo pad budizma u Istočnoj Indiji i Bengalu, i ustoličenje jedne od nekoliko ženskih vladara u islamskoj istoriji, Razija Sultana, koja je vladala od 1236. do 1240. godine.
Kutb al-Din Ajbak, nekadašnji turkijski mamlučki rob Muhameda Gorija, bio je prvi sultan Delhija, a njegova Mamlučka dinastija osvojila je velika područja severne Indije. Nakon toga, dinastija Haldži je takođe zauzela veći deo centralne Indije, ali ove dinastije nisu uspele da pokore čitav Indijski potkontinent. Sultanat je dostigao vrhunac svog geografskog dosega za vreme Tuglak dinastije, zauzimajući veći deo Indijskog potkontinenta. Nakon toga je usledilo opadanje usled hinduističkih osvajanja, uspostavljanja nezavisnosti država poput Vidžajanagarskog carstva i Mevare, i novih muslimanskih sultanata, poput odvajanja Bengalskog sultanata.
Tokom perioda Delhijskog sultanata, došlo je do sinteze indijske i islamske civilizacije, i dalje integracije Indijskog potkontinenta s rastućim svetskim sistemom i širim međunarodnim mrežama koje se protežu u velikim delovima Afro-Euroazije, što je imalo značajan uticaj na indijsku kulturu i društvo, kao i širi svet. Vreme njihove vladavine obuhvatalo je najranije oblike indo-islamske arhitekture, veću upotrebu mehaničkih tehnologija, povećanje stope rasta indijskog stanovništva i ekonomije, i pojavu hindi-urdu jezika. Delhijski sultanat je takođe bio zaslužan za odbijanje potencijalno razornih invazija Indije Mongolskog carstva u 13. i 14. veku. Delhijski Sultanat je bio odgovoran za veliko uništavanje i skrnavljenje hramova na Indijskom potkontinentu. Godine 1526. sultanat je osvojilo i nasledilo Mogulsko carstvo.

## Literatura
- Elliot, H. M. (Henry Miers), Sir; Dowson, John (1867). „15. Táríkh-i Fíroz Sháhí, of Ziauddin Barani”. The History of India, as Told by Its Own Historians. The Muhammadan Period (Vol 3.). London: Trübner & Co.
- Srivastava, Ashirvadi Lal (1929). The Sultanate Of Delhi 711-1526 A D. Shiva Lal Agarwala & Company.
- Khan, Mohd. Adul Wali (1974). Gold and Silver Coins of Sultans of Delhi. Government of Andhra Pradesh.
- Jackson, Peter (2003). The Delhi Sultanate: A Political and Military History. Cambridge University Press. ISBN 978-0-521-54329-3.
- Majumdar, R. C., Raychaudhuri, H., & Datta, K. (1951). An advanced history of India: 2. London: Macmillan.
- Majumdar, R. C., & Munshi, K. M. (1990). The Delhi Sultanate. Bombay: Bharatiya Vidya Bhavan.
- Kumar, Sunil. (2007). The Emergence of the Delhi Sultanate. Delhi: Permanent Black.
- M. Reza Pirbha, Reconsidering Islam in a South Asian Context. . Brill. ISBN 978-9004177581. Недостаје или је празан параметар |title= (помоћ)
- The Islamic frontier in the east: Expansion into South Asia, Journal of South Asian Studies, 4(1)
- Sookoohy M., Bhadreswar - Oldest Islamic Monuments in India. . Brill Academic. ISBN 978-9004083417. Недостаје или је празан параметар |title= (помоћ); see discussion of earliest raids in Gujarat
- Asher, C. B.; Talbot, C (1. 1. 2008), India Before Europe (1st изд.), Cambridge University Press, стр. 19, ISBN 978-0-521-51750-8
- T. A. Heathcote, The Military in British India: The Development of British Forces in South Asia:1600-1947, (Manchester University Press, 1995)
- Barnett, Lionel (1999), Antiquities of India: An Account of the History and Culture of Ancient Hindustan  на веб-сајту Гугл књиге
- Latif, Syed Abdul (1979) [1958]. An Outline of the Cultural History of India. Institute of Indo-Middle East Cultural Studies (reprinted by Munshiram Manoharlal Publishers).
- E.G. Browne. (1998). Literary History of Persia. ISBN 978-0-7007-0406-4.. (Four volumes, 2,256 pages, and twenty-five years in the writing).
- Jan Rypka (23. 3. 2007). History of Iranian Literature. Springer. ISBN 978-90-277-0143-5.. ASIN B-000-6BXVT-K
- Lawrence, Bruce B. (2009). „Islam in Afro-Eurasia: A Bridge Civilization”.  Ур.: Peter J. Katzenstein. Civilizations in World Politics: Plural and Pluralist Perspectives. Routledge. стр. 157—175. ISBN 978-0-203-87248-2.
- Özgündenli, O. „Persian Manuscripts in Ottoman and Modern Turkish Libraries”. Encyclopaedia Iranica (online изд.).
- Luther, K.A. „Alp Arslān”. Encyclopaedia Iranica (online изд.). „Saljuq activity must always be viewed both in terms of the wishes of the sultan and his Khorasanian, Sunni advisors, especially Nezām-al-molk ...”
- „Seljuq”. Encyclopædia Britannica (online изд.). „Because the Turkish Seljuqs had no Islamic tradition or strong literary heritage of their own, they adopted the cultural language of their Persian instructors in Islam. Literary Persian thus spread to the whole of Iran, and the Arabic language disappeared in that country except in works of religious scholarship”
- „Timurids”. The Columbia Encyclopedia (Sixth изд.). New York City: Columbia University. Архивирано из оригинала 5. 12. 2006. г. Приступљено 8. 11. 2006.
- David J. Roxburgh. The Persian Album, 1400–1600: From Dispersal to Collection. Yale University Press, 2005. pp. 130: "Persian literature, especially poetry, occupied a central role in the process of assimilation of Timurid elite to the Perso-Islamicate courtly culture, and so it is not surprising to find Baysanghur commissioned a new edition of Firdawsi's Shanameh"
- Lehmann, F. „Zaher ud-Din Babor – Founder of Mughal empire”. Encyclopaedia Iranica (Online изд.). New York City: Columbia University Center for Iranian (Persian) Studies. стр. 320—323. Архивирано из оригинала 13. 10. 2007. г. Приступљено 7. 11. 2006. „His origin, milieu, training, and culture were steeped in Persian culture and so Babor was largely responsible for the fostering of this culture by his descendants, the Mughals of India, and for the expansion of Persian cultural influence in the Indian subcontinent, with brilliant literary, artistic, and historiographical results”
- „Indo-Persian Literature Conference: SOAS: North Indian Literary Culture (1450–1650)”. SOAS. Архивирано из оригинала 23. 09. 2009. г. Приступљено 28. 11. 2012.
- Özgündenli, O. „Persian Manuscripts in Ottoman and Modern Turkish Libraries”. Encyclopaedia Iranica (online изд.). Архивирано из оригинала 22. 01. 2012. г. Приступљено 07. 12. 2019.
- „Persian in service of the state: the role of Persophone historical writing in the development of an Ottoman imperial aesthetic”, Studies on Persianate Societies, 2, 2004, стр. 145—63
- „Historiography. xi. Persian Historiography in the Ottoman Empire”. Encyclopaedia Iranica. 12, fasc. 4. 2004. стр. 403—11.
- Walter, F. „7. The Departure of Turkey from the 'Persianate' Musical Sphere”. Music of the Ottoman court. Архивирано из оригинала 20. 07. 2018. г. Приступљено 07. 12. 2019.